# Капельгородська Нонна Михайлівна
Но́нна Миха́йлівна Капельгоро́дська (5 серпня 1932, Київ, УРСР — 5 листопада 2005, Київ, Україна) — радянський і український кінокритик, кінознавець. Кандидат мистецтвознавства (1965). Лауреат Республіканської премії в галузі літературно-художньої критики (1983). Нагороджена медалями.

## Біографія
Народилася 5 серпня 1932 року в Києві.
1956 року закінчила романо-германське відділення філологічного факультету Київського університету. Викладала англійську та французьку мови. Була першим референтом новоутвореної Спілки кінематографістів України.
З 1958 р. працювала в Інституті мистецтвознавства, фольклористики та етнології ім. М. Т. Рильського НАН України. Провідний науковий співробітник відділу кінознавства. Захистила кандидатську дисертацію на тему «Сучасний дитячий фільм» (1965).
Була членом Національної спілки кінематографістів України.
Померла на 74-му році життя 5 листопада 2005 року.

## Родина
Онука письменника Пилипа Капельгородського. Батько Нонни, геолог, кандидат мінералогічних наук — Михайло Капельгородський, помер від ран у роки німецько-радянської війни. Мати — мовознавиця Ніна Мефодієва. Нонна була прийнята в родину Надії Капельгородської, яка була сестрою батька Нонни, та Івана Кавалерідзе.
Була одружена з Ростиславом Синьком, скульптором і кінорежисером Донька — Олександра Синько (1967—2004) — мистецтвознавиця, кандидат мистецтвознавства (1996).

## Фільмографія
Знімалась у фільмах:
- «Стожари» (1939, Київська кіностудія, реж. Іван Кавалерідзе)
- «Олександра» (1996, реж. Р. Юхименко).

## Праці
Автор книг:
- «Сучасний дитячий фільм» (К., 1965);
- «Що таке кіномистецтво» (К., 1967);
- «Світло і тіні: нотатки про кіномистецтво сучасних буржуазних країн» (К., 1968);
- «В. І. Ленін і кіно» (К., 1969);
- «Знято в Одесі» (Одеса, 1969, у співавт. з С. Зінич);
- «Великий екран сьогодні» (К., 1970);
- «Іван Кавалерідзе» (К., 1971, у співавт. з С. Зінич);
- «Шляхами єднання» (К., 1972);
- «Українська кінопанорама» (К., 1972, у співавт. з С. Зінич);
- «Боротьба ідей в сучасному кіномистецтві» (К., 1974);
- «Кіноестафета поколінь: нариси» (К., 1974, у співавт. з С. Зінич);
- «Людина в сучасному буржуазному кіно» (К., 1975. Перша премія Спілки кінематографістів України за найкращу науково-теоретичну працю, 1977);
- «Взаємозбагачення і зближення українського мистецтва з мистецтвом братніх народів» (К., 1977, у співавт. Бронзова медаль ВДНГ, 1978);
- «Кіноконтрасти» (К., 1978);
- «Радянський спосіб життя і розвиток сучасного кіномистецтва» (К., 1978);
- «Ідеологічна боротьба в сучасному зарубіжному кінознавстві: монографія» (К., 1980);
- «Фільми про незабутнє» (К., 1983, у співавт. з С. Зінич);
- «Критика реакційних концепцій сучасного буржуазного кіномистецтва і кінознавства» (К., 1983);
- «Сучасний пригодницький фільм» (К., 1984);
- «Спілка кінематографістів України» (К., 1985, у співавт.);
- «Ахиллесова пята буржуазного кино» (К., 1986, у співавт. з Б. Тарасенком);
- розділів до першого і другого томів «Історії українського радянського кіно» (К., 1986 і 1987, у співавт.);
- «Стереотипы буржуазного экрана» (К., 1990);
- «Зарубежный детектив: Энциклопедия» (К., 1993, у співавт.);
- «Іван Кавалерідзе. Грані творчості» (К., 1995, у співавт.);
- «Відновлення історії. Пам'ятник княгині Ользі в Києві» (К., 1996, у співавт.);
- «Іван Кавалерідзе. Скульптура» (К., 1997, у співавт.);
- «„Ярослав Мудрий“ Івана Кавалерідзе» (К., 1998, у співавт.);
- «Український біографічний кінодовідник» (К., 2001, у співавт.);
- «Ренесанс вітчизняного кіно: Нотатки сучасниці» (К., 2002);
- «Український телефільм в контексті вітчизняної культури XX століття» (К., 2003, у співавт.);
- «Друге життя митця» (К., 2003, у співавт. з О. Синько);
- «Кіномистецтво України в біографіях» (К., 2004, у співавт.);
- «Начерки далекої кіноісторії» (К., 2005, у співавт.);
- «Іван Кавалерідзе: життя і творчість» (К., 2007, у співавт.).

Упорядкувала збірники:
- «Увага! В кінозалі — діти» (К., 1972);
- «Уроки Александра Довженко» (К., 1982, у співавт. з Б. Тарасенком);
- «Гражданственность киногероя» (К., 1983).

Здійснила у 1992—1996 роках переклади і опублікувала передмови до 16 видань серій «Кинодетектив», «Новые переводы», «Сентиментальний детектив», «Любителям мелодрами» тощо.
Автор статей у збірниках («Кіно і сучасність», «Мистецтво екрана», «Фільм і доба», «Режисери і фільми сучасного українського кіно», «Життя і герої екрана», «Ваш вихід», «Мастерство в фильме», «Совре-менньїй кинопроцесс и действительность» та ін.), у періодичній пресі, в різних енциклопедичних виданнях.
Одна із засновників Благодійного меморіального фонду Івана Кавалерідзе. З її ініціативи 1993 року в Києві на Андріївському узвозі було створено Музей-майстерню І. П. Кавалерідзе.